# Allocosa paraguayensis
Allocosa paraguayensis es araña de la familia Lycosidae, caracterizada por sus hábitos semiacuáticos. Su distribución abarca a los países de Paraguay y Argentina. Su hábitat natural son zonas costeras, en las cuales además de tener abundancia de presas, excava en las partes arenosas para tener una madriguera. Esta misma madriguera es la que luego se utilizará para el cortejo, algo común de ver en las arañas de este género, también llamadas arañas excavadoras.